# صفية بنت المرتضى
صفية بنت المرتضى هي فقيهة، اديبة، يمنية ، شاعرة، من نابغات النساء في القرن الثامن الهجري ، توفيت سنة 771هـ ،اشتغلت بالعلم من حداثتها ودرست على والدها حتى برزت وفاقت في الفقه والأصول والعربية والإخباريات وكانت كاتبة فصيحة لها أشعار محكمة جيدة حسنة الخط، حصّلت بخطها كتباً جيدة وكانت مقتدرة على الفتوى والتدريس والتصنيف، ذكروا أن لها رسائل ومسائل، كانت تراجع الإمام المهدي بن علي بن محمد في كثير من المسائل العلمية وتراسله، وتزوجت وعمرها 30 سنة بالسيد محمد بن يحيى القاسمي.

## اسمها الكامل
صفيّة بنت المرتضى بن المفضّل بن منصور بن محمّد بن المفضّل بن عبد الله بن علي بن يحيى بن القاسم بن يوسف الداعي بن يحيى بن أحمد بن الإمام الهادي إلى الحق يحيى بن الحسين بن القاسم الرسي بن إبراهيم طباطبا بن إسماعيل الديباج بن إبراهيم الغمر بن الحسن المثنى بن الحسن بن علي بن أبي طالب.

## وفاتها
توفيت سنة 771هـ وقبرت في جزع عناش بالسودة باليمن

## مؤلفاتها
- الجواب الوجيز على صاحب التجويز ( في مسألة الكفاءة في الزواج).
- رسالة بديعة جعلتها وصية لأبنتها الشريفة حورية بنت محمد بن يحيى القاسمي[6][7][8]